# Pomps
Pomps (prononcé [pɔms] ; en béarnais Poms ou Poumps) est une commune française située dans le département des Pyrénées-Atlantiques, en région Nouvelle-Aquitaine.
Le gentilé est Pompsois.

## Géographie

### Localisation
La commune de Pomps se trouve dans le département des Pyrénées-Atlantiques, en région Nouvelle-Aquitaine.
Elle se situe à 31 km par la route de Pau, préfecture du département, et à 16 km d'Artix, bureau centralisateur du canton d'Artix et Pays de Soubestre dont dépend la commune depuis 2015 pour les élections départementales. 
La commune fait en outre partie du bassin de vie d'Artix.
Les communes les plus proches sont : 
Géus-d'Arzacq (1,9 km), Morlanne (2,5 km), Casteide-Candau (3,1 km), Bouillon (3,3 km), Uzan (3,3 km), Arnos (3,8 km), Castillon (4,0 km), Doazon (4,2 km).
Sur le plan historique et culturel, Pomps fait partie de la province du Béarn, qui fut également un État et qui présente une unité historique et culturelle à laquelle s’oppose une diversité frappante de paysages au relief tourmenté.

### Communes limitrophes
Les communes limitrophes sont  Arnos, Arthez-de-Béarn, Bouillon, Castillon, Doazon, Géus-d'Arzacq, Hagetaubin et Morlanne.
| Hagetaubin      | Morlanne | Bouillon      |
| Arthez-de-Béarn | Pomps    | Géus-d'Arzacq |
| Castillon       | Doazon   | Arnos         |

### Hydrographie

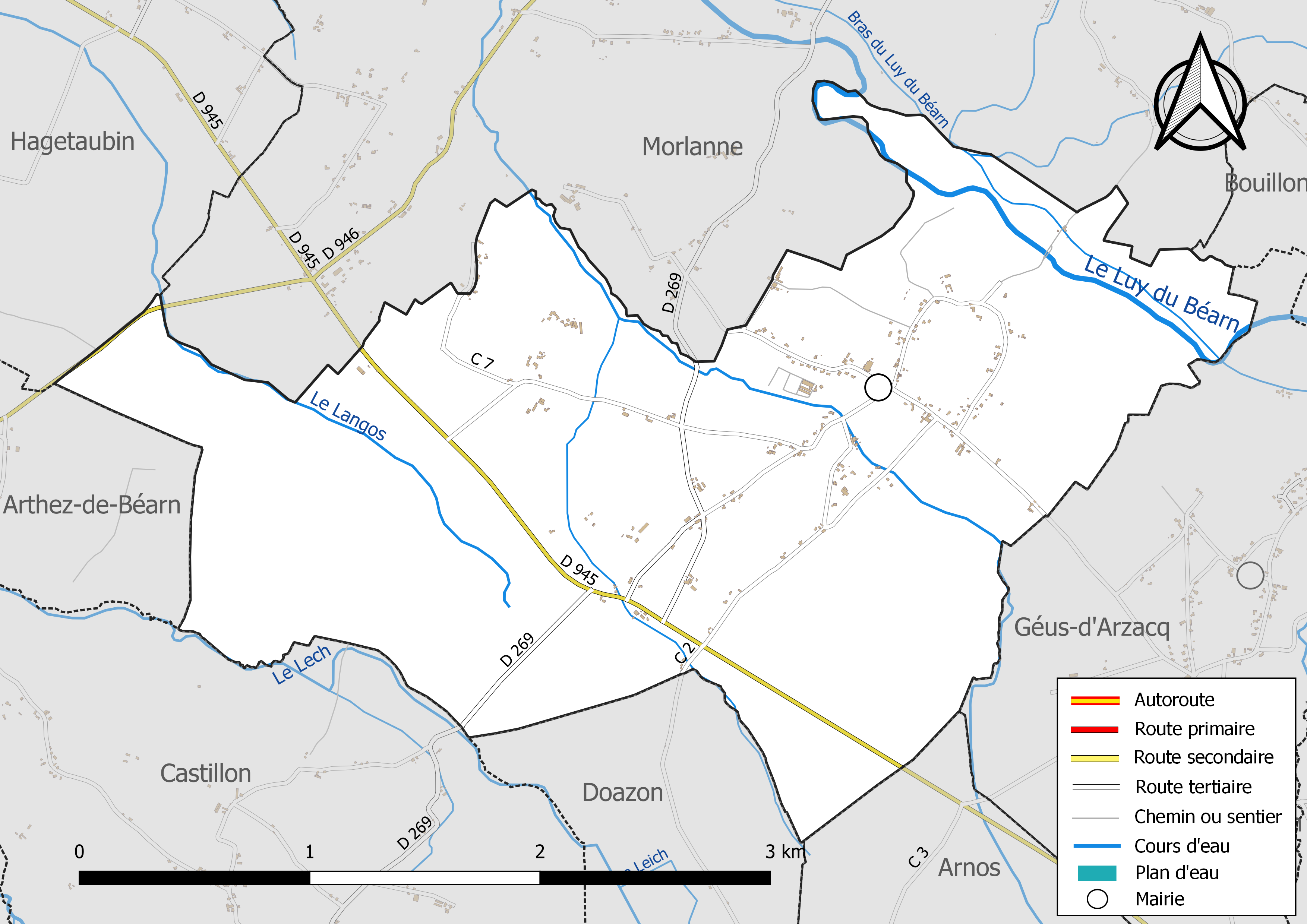
Réseaux hydrographique et routier de Pomps.

La commune est drainée par le Luy de Béarn, le Langos, un bras du Luy de Béarn et par divers petits cours d'eau, constituant un réseau hydrographique de 11 km de longueur totale,.
Le Luy de Béarn, d'une longueur totale de 76,6 km, prend sa source dans la commune d'Andoins et s'écoule du sud-est vers le nord-ouest. Il traverse la commune et se jette dans le Luy à Gaujacq, après avoir traversé 30 communes.

### Climat
Le climat qui caractérise la commune est qualifié, en 2010, de « climat océanique altéré », selon la typologie des climats de la France qui compte alors huit grands types de climats en métropole. En 2020, la commune ressort du même type de climat dans la classification établie par Météo-France, qui ne compte désormais, en première approche, que cinq grands types de climats en métropole. Il s’agit d’une zone de transition entre le climat océanique et les climats de montagne et semi-continental. Les écarts de température entre hiver et été augmentent avec l'éloignement de la mer. La pluviométrie est plus faible qu'en bord de mer, sauf aux abords des reliefs.
Les paramètres climatiques qui ont permis d’établir la typologie de 2010 comportent six variables pour les températures et huit pour les précipitations, dont les valeurs correspondent à la normale 1971-2000. Les sept principales variables caractérisant la commune sont présentées dans l'encadré ci-après.
| Paramètres climatiques communaux sur la période 1971-2000 - Moyenne annuelle de température : 13,4 °C - Nombre de jours avec une température inférieure à −5 °C : 1,6 j - Nombre de jours avec une température supérieure à 30 °C : 6,8 j - Amplitude thermique annuelle : 14,2 °C - Cumuls annuels de précipitation : 1 158 mm - Nombre de jours de précipitation en janvier : 11,9 j - Nombre de jours de précipitation en juillet : 7,8 j |

Avec le changement climatique, ces variables ont évolué. Une étude réalisée en 2014 par la Direction générale de l'Énergie et du Climat complétée par des études régionales prévoit en effet que la  température moyenne devrait croître et la pluviométrie moyenne baisser, avec toutefois de fortes variations régionales. La station météorologique de Météo-France installée sur la commune et mise en service en 1974 permet de connaître en continu l'évolution des indicateurs météorologiques. Le tableau détaillé pour la période 1981-2010 est présenté ci-après.
| Mois                                  | jan.             | fév.           | mars           | avril         | mai             | juin         | jui.          | août           | sep.          | oct.          | nov.            | déc.           | année      |
| ------------------------------------- | ---------------- | -------------- | -------------- | ------------- | --------------- | ------------ | ------------- | -------------- | ------------- | ------------- | --------------- | -------------- | ---------- |
| Température minimale moyenne (°C)     | 1,8              | 2,1            | 4,3            | 6,6           | 10,4            | 13,5         | 15,1          | 15             | 12,1          | 9,1           | 4,8             | 2,5            | 8,1        |
| Température moyenne (°C)              | 6,5              | 7,4            | 10,1           | 12,2          | 16              | 19,1         | 21            | 21             | 18,5          | 14,8          | 9,8             | 7,1            | 13,7       |
| Température maximale moyenne (°C)     | 11,2             | 12,7           | 16             | 17,8          | 21,5            | 24,6         | 26,9          | 27,1           | 24,8          | 20,5          | 14,7            | 11,8           | 19,2       |
| Record de froid (°C) date du record   | −15,6 09.01.1985 | −11,6 12.02.12 | −10,1 01.03.05 | −3 07.04.21   | 0,8 05.05.19    | 4,6 01.06.06 | 7,5 15.07.16  | 5,7 30.08.1986 | 3,4 18.09.05  | −3,5 25.10.03 | −9,6 23.11.1988 | −11,4 25.12.01 | −15,6 1985 |
| Record de chaleur (°C) date du record | 25,4 25.01.16    | 28,2 27.02.19  | 29,2 31.03.21  | 32,5 30.04.05 | 35,6 30.05.1996 | 39 21.06.03  | 41,3 30.07.20 | 41,6 04.08.03  | 39,2 14.09.20 | 34,3 04.10.04 | 29,1 08.11.15   | 26,4 19.12.15  | 41,6 2003  |
| Précipitations (mm)                   | 92,9             | 84             | 85,4           | 104,6         | 90,3            | 65,7         | 53,5          | 68,9           | 76,6          | 96,6          | 118,8           | 96,8           | 1 034,1    |

### Milieux naturels et biodiversité
Aucun espace naturel présentant un intérêt patrimonial n'est recensé sur la commune dans l'inventaire national du patrimoine naturel,,.

## Urbanisme

### Typologie
Au 1er janvier 2024, Pomps est catégorisée commune rurale à habitat dispersé, selon la nouvelle grille communale de densité à sept niveaux définie par l'Insee en 2022.
Elle est située hors unité urbaine. Par ailleurs la commune fait partie de l'aire d'attraction de Pau, dont elle est une commune de la couronne,. Cette aire, qui regroupe 227 communes, est catégorisée dans les aires de 200 000 à moins de 700 000 habitants,.

### Occupation des sols

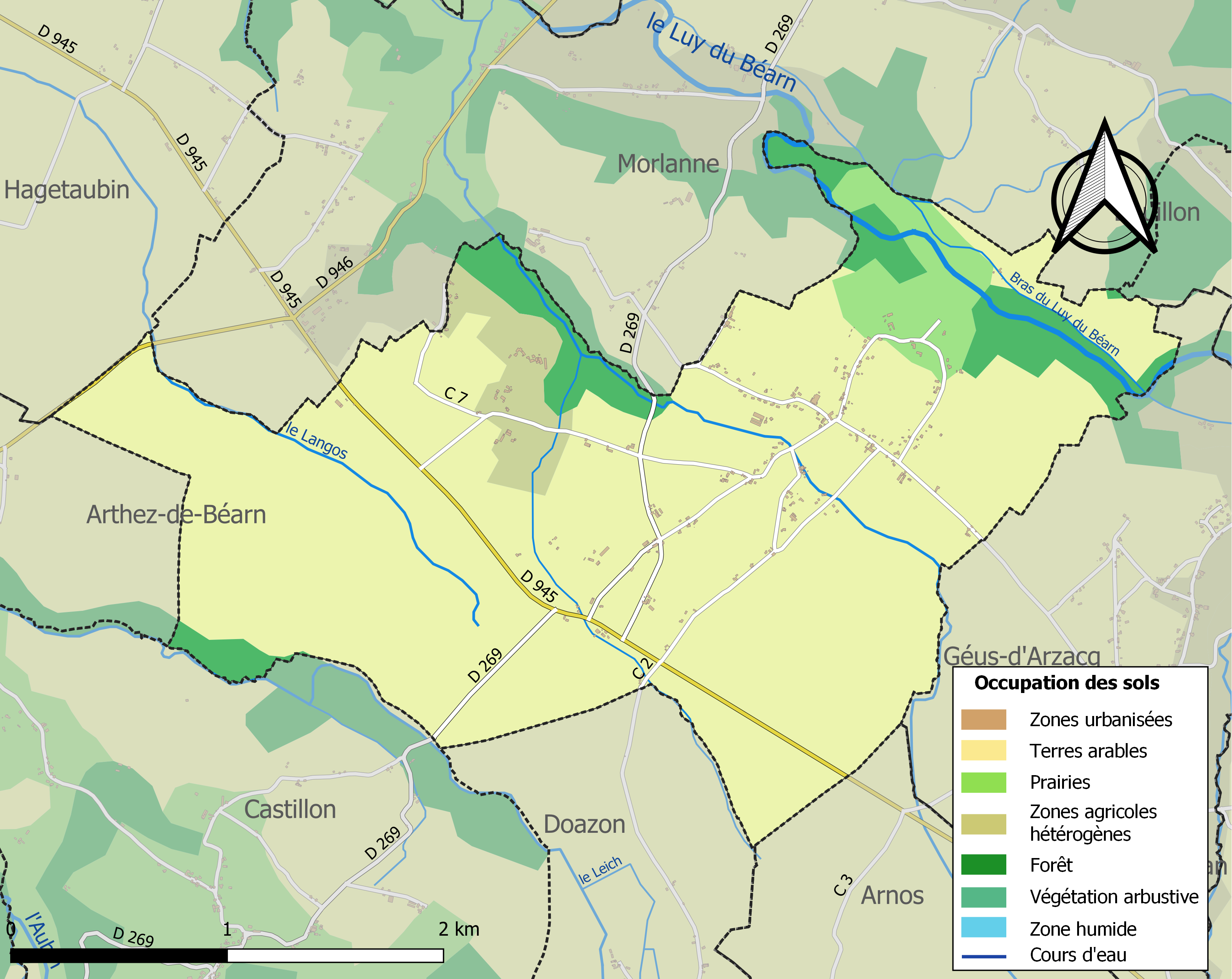
Carte des infrastructures et de l'occupation des sols de la commune en 2018 (CLC).

L'occupation des sols de la commune, telle qu'elle ressort de la base de données européenne d’occupation biophysique des sols Corine Land Cover (CLC), est marquée par l'importance des territoires agricoles (92,3 % en 2018), une proportion identique à celle de 1990 (92,3 %). La répartition détaillée en 2018 est la suivante : 
terres arables (83,8 %), forêts (7,7 %), prairies (4,7 %), zones agricoles hétérogènes (3,9 %). L'évolution de l’occupation des sols de la commune et de ses infrastructures peut être observée sur les différentes représentations cartographiques du territoire : la carte de Cassini (XVIIIe siècle), la carte d'état-major (1820-1866) et les cartes ou photos aériennes de l'IGN pour la période actuelle (1950 à aujourd'hui).

### Lieux-dits et hameaux
- Joulieu ;
- Latuhe ;
- Lasserre ;
- le Moulin ;
- Labastide ;
- Église.

### Voies de communication et transports
La commune est desservie par les routes départementales 945 et 946.

### Risques majeurs
Le territoire de la commune de Pomps est vulnérable à différents aléas naturels : météorologiques (tempête, orage, neige, grand froid, canicule ou sécheresse), inondations et séisme (sismicité modérée). Il est également exposé à un risque technologique,  le transport de matières dangereuses. Un site publié par le BRGM permet d'évaluer simplement et rapidement les risques d'un bien localisé soit par son adresse soit par le numéro de sa parcelle.

#### Risques naturels
Certaines parties du territoire communal sont susceptibles d’être affectées par le risque d’inondation par une crue à  débordement lent de cours d'eau, notamment le Luy du Béarn. La commune a été reconnue en état de catastrophe naturelle au titre des dommages causés par les inondations et coulées de boue survenues en 1982, 1983, 1992, 1993, 2009 et 2018,.

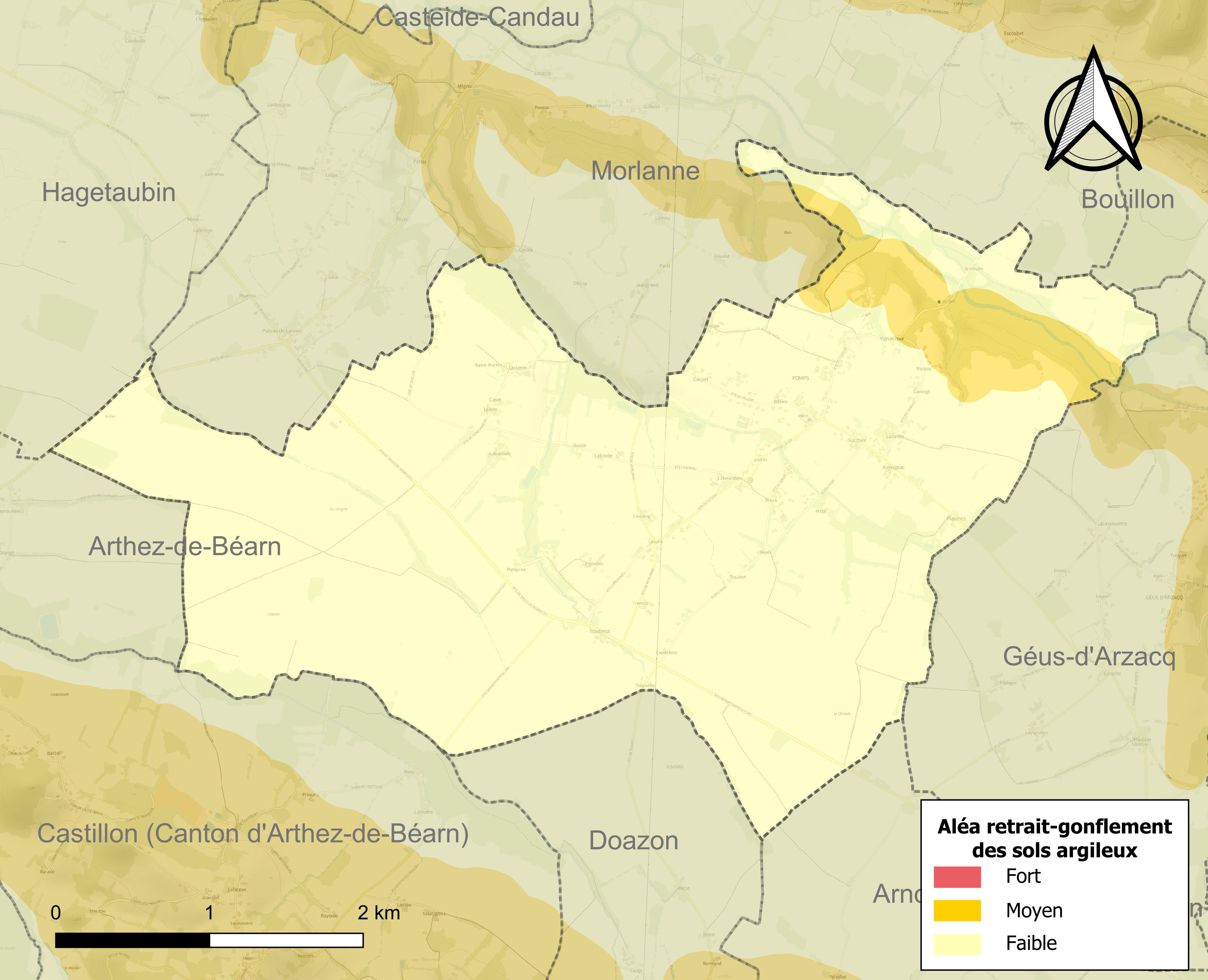
Carte des zones d'aléa retrait-gonflement des sols argileux de Pomps.

Le retrait-gonflement des sols argileux est susceptible d'engendrer des dommages importants aux bâtiments en cas d’alternance de périodes de sécheresse et de pluie. 7,4 % de la superficie communale est en aléa moyen ou fort (59 % au niveau départemental et 48,5 % au niveau national). Depuis le 1er octobre 2020, en application de la loi ELAN, différentes contraintes s'imposent aux vendeurs, maîtres d'ouvrages ou constructeurs de biens situés dans une zone classée en aléa moyen ou fort,.

## Toponymie
Le toponyme Pomps apparaît sous les formes Poms (XIVe siècle, censier de Béarn) et Pombs (1443, contrats de Carresse).
Son nom béarnais est Poms ou Poumps.

## Politique et administration
| Période                                  | Période | Identité            | Étiquette | Qualité |
| ---------------------------------------- | ------- | ------------------- | --------- | ------- |
| 1791                                     | 1808    | COSTERE Jean        |           |         |
| 1808                                     | 1829    | COSTEDOAT Dominique |           |         |
| 1829                                     | 1835    | VIGNANCOUR Antoine  |           |         |
| 1835                                     | 1846    | ARNAUDET Jean       |           |         |
| 1846                                     | 1853    | LAA CHARLES ADRIEN  |           |         |
| 1853                                     | 1865    | LARQUE Dominique    |           |         |
| 1865                                     | 1867    | DUVIGNAU Bernard    |           |         |
| 1867                                     | 1871    | DUREY LARROCHE Jean |           |         |
| 1871                                     | 1876    | DUREY LANGE Jean    |           |         |
| 1876                                     | 1884    | CAMGUILHEM          |           |         |
| 1884                                     | 1892    | DUREY LANGE Jean    |           |         |
| 1892                                     | 1904    | PINOGES Jean        |           |         |
| 1904                                     | 1919    | LAFORE Pierre       |           |         |
| 1919                                     | 1926    | CAMGUILHEM Laurent  |           |         |
| 1926                                     | 1927    | LAFORE Albert       |           |         |
| 1957                                     | 1971    | JOANDOS Edouard     |           |         |
| 1971                                     | 1995    | CAMGUILHEM Laurent  |           |         |
| 1995                                     | 2020    | FOURQUET Claude     |           |         |
| Les données manquantes sont à compléter. |         |                     |           |         |

### Intercommunalité
Pomps appartient à quatre structures intercommunales :
- la communauté de communes des Luys en Béarn ;
- le SIVU de regroupement pédagogique de Géus-d'Arzacq - Luy de Béarn ;
- le syndicat AEP d'Arzacq ;
- le syndicat d'énergie des Pyrénées-Atlantiques.

## Population et société

### Démographie
L'évolution du nombre d'habitants est connue à travers les recensements de la population effectués dans la commune depuis 1793. Pour les communes de moins de 10 000 habitants, une enquête de recensement portant sur toute la population est réalisée tous les cinq ans, les populations de référence des années intermédiaires étant quant à elles estimées par interpolation ou extrapolation. Pour la commune, le premier recensement exhaustif entrant dans le cadre du nouveau dispositif a été réalisé en 2008.

En 2022, la commune comptait 297 habitants, en évolution de +2,77 % par rapport à 2016 (Pyrénées-Atlantiques : +3,78 %, France hors Mayotte : +2,11 %).
| 1793 | 1800 | 1806 | 1821 | 1831 | 1836 | 1841 | 1846 | 1851 |
| ---- | ---- | ---- | ---- | ---- | ---- | ---- | ---- | ---- |
| 311  | 319  | 378  | 359  | 415  | 400  | 414  | 406  | 401  |

| 1856 | 1861 | 1866 | 1872 | 1876 | 1881 | 1886 | 1891 | 1896 |
| ---- | ---- | ---- | ---- | ---- | ---- | ---- | ---- | ---- |
| 430  | 389  | 347  | 346  | 322  | 345  | 310  | 308  | 282  |

| 1901 | 1906 | 1911 | 1921 | 1926 | 1931 | 1936 | 1946 | 1954 |
| ---- | ---- | ---- | ---- | ---- | ---- | ---- | ---- | ---- |
| 293  | 275  | 266  | 227  | 208  | 216  | 222  | 203  | 211  |

| 1962 | 1968 | 1975 | 1982 | 1990 | 1999 | 2006 | 2008 | 2013 |
| ---- | ---- | ---- | ---- | ---- | ---- | ---- | ---- | ---- |
| 226  | 197  | 173  | 173  | 176  | 179  | 219  | 231  | 268  |

| 2018 | 2022 | - | - | - | - | - | - | - |
| ---- | ---- | - | - | - | - | - | - | - |
| 291  | 297  | - | - | - | - | - | - | - |

Pomps fait partie de l'aire d'attraction de Pau.

## Culture locale et patrimoine

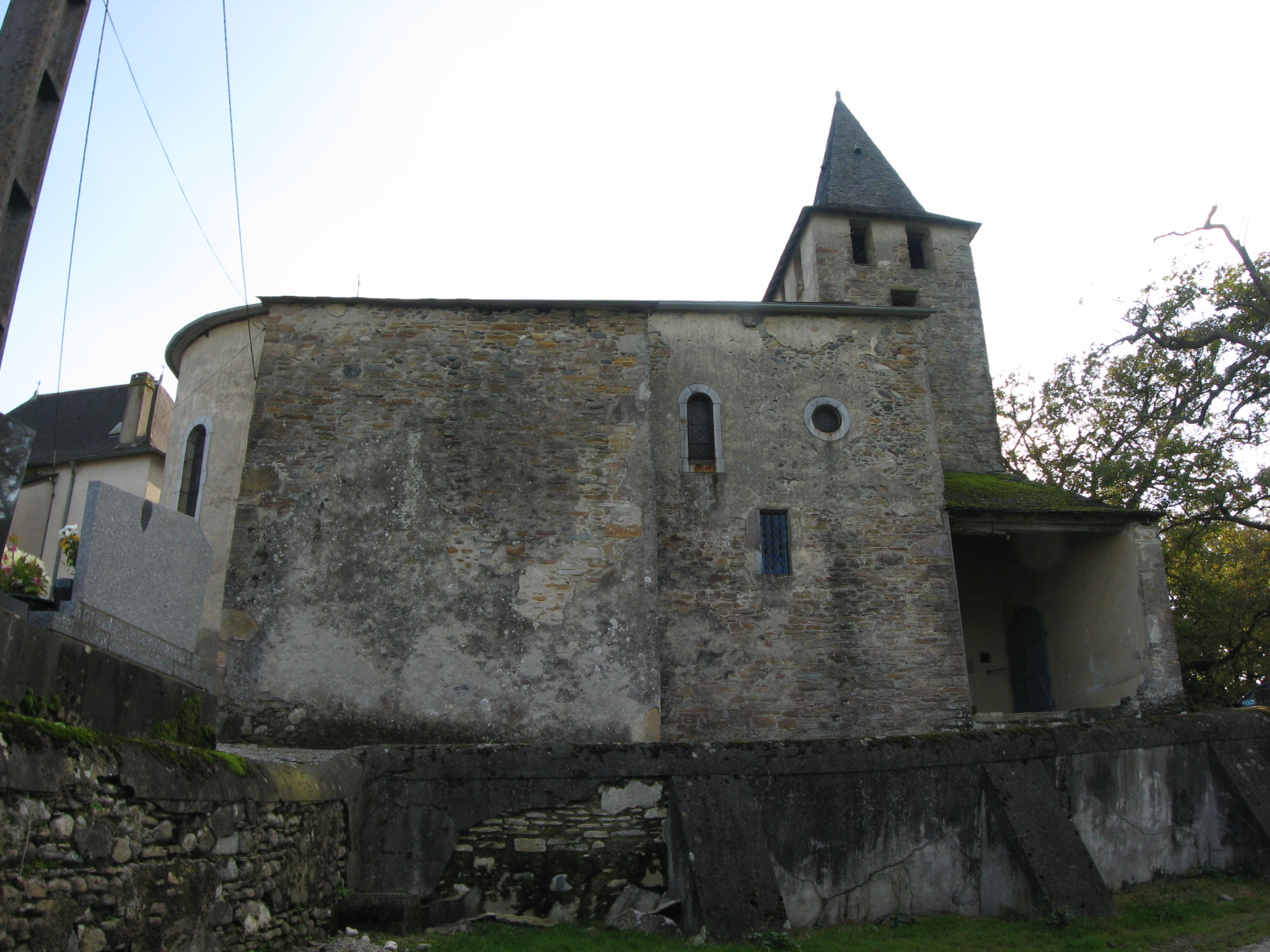
L'église, vue latérale.

### Manifestations culturelles et festivités
- 21 juin 2019 : Fête de la Saint-Jean / Fête de la musique
- 26, 27, 28 juillet 2019 : Fêtes communales de Pomps

### Patrimoine civil
Le manoir, dit château, date des XVIe, XVIIIe et XIXe siècles.
Pomps possède un ensemble de fermes des XVIIe, XVIIIe et XIXe siècles, classées aux monuments historiques, tout comme le moulin du XIXe siècle.

### Patrimoine religieux
L'église Saint-Jacques-le-Majeur date du XIXe siècle. Elle recèle un ombrellino de procession de la fin du XIXe siècle et neuf verrières signées par Louis et Henri Gesta, datant de 1921 et 1922.

## Équipements
Éducation
La commune dispose d'une école élémentaire.